# Джон Раян (плавець)
Джон Раян (англ. John Ryan; нар. 23 лютого 1944) — австралійський плавець.
Призер Олімпійських Ігор 1964 року.
Переможець Ігор Співдружності 1966 року.